# Fin de saison (South Park)
Pour les articles homonymes, voir Fin de saison (homonymie).
 (avril 2022).
La mise en forme du texte ne suit pas les recommandations de Wikipédia : il faut le « wikifier ».
Les points d'amélioration suivants sont les cas les plus fréquents. Le détail des points à revoir est peut-être précisé sur la page de discussion.
- Les titres sont pré-formatés par le logiciel. Ils ne sont ni en capitales, ni en gras.
- Le texte ne doit pas être écrit en capitales (les noms de famille non plus), ni en gras, ni en italique, ni en « petit »…
- Le gras n'est utilisé que pour surligner le titre de l'article dans l'introduction, une seule fois.
- L'italique est rarement utilisé : mots en langue étrangère, titres d'œuvres, noms de bateaux, etc.
- Les citations ne sont pas en italique mais en corps de texte normal. Elles sont entourées par des guillemets français : « et ».
- Les listes à puces sont à éviter, des paragraphes rédigés étant largement préférés. Les tableaux sont à réserver à la présentation de données structurées (résultats, etc.).
- Les appels de note de bas de page (petits chiffres en exposant, introduits par l'outil «  Source ») sont à placer entre la fin de phrase et le point final[comme ça].
- Les liens internes (vers d'autres articles de Wikipédia) sont à choisir avec parcimonie. Créez des liens vers des articles approfondissant le sujet. Les termes génériques sans rapport avec le sujet sont à éviter, ainsi que les répétitions de liens vers un même terme.
- Les liens externes sont à placer uniquement dans une section « Liens externes », à la fin de l'article. Ces liens sont à choisir avec parcimonie suivant les règles définies. Si un lien sert de source à l'article, son insertion dans le texte est à faire par les notes de bas de page.
- La présentation des références doit suivre les conventions bibliographiques. Il est recommandé d'utiliser les modèles {{Ouvrage}}, {{Chapitre}}, {{Article}}, {{Lien web}} et/ou {{Bibliographie}}. Le mode d'édition visuel peut mettre en forme automatiquement les références.
- Insérer une infobox (cadre d'informations à droite) n'est pas obligatoire pour parachever la mise en page.

Pour une aide détaillée, merci de consulter Aide:Wikification.
Si vous pensez que ces points ont été résolus, vous pouvez retirer ce bandeau et améliorer la mise en forme d'un autre article.
Fin de saison (Season Finale en VO) est le sixième épisode de la vingt-troisième saison de la série télévisée d'animation américaine South Park. Malgré son nom, ce n'est pas une finale de saison réelle. 303e épisode au total de la série, il a été diffusé en premier sur Comedy Central aux États-Unis le 6 novembre 2019.  L'épisode parodie l'utilisation par Donald Trump de tactiques de victimisation, ainsi que la censure des médias en Chine, les centres de détention ICE et le film Joker de 2019, dans la continuité des épisodes précédents de la saison.

## Synopsis
Alors que le producteur de marijuana Randy Marsh et son partenaire Servietsky diffusent un podcast sur la ferme Tégrité, la police interrompt l'émission et emmène Randy, l'emmenant au conseil municipal de South Park. Le maire McDaniels et le conseil disent à Randy que les Tweaks ont apporté des séquences vidéo prouvant que Randy était responsable de l'explosion de fermes de marijuana locales dans l'épisode "Le Joker mexicain". Ces images, ainsi que d'autres exemples du comportement de Randy au cours des épisodes des dernières semaines, ne laissent à McDaniels d'autre choix que de faire arrêter Randy et de le mettre en prison. Lorsque la femme de Randy, Sharon, annonce la nouvelle à leurs enfants Stan et Shelly, ils sont tous étourdis lorsqu'ils réalisent que c'est peut-être l'occasion pour eux de quitter la ferme et de reprendre une vie normale à South Park.
Pendant ce temps, un groupe d'enfants joue au football dans le parc. Pendant le match, Eric Cartman, élève de quatrième année, lance une passe à Jason Blanc, mais lorsque Jason court dans la rue pour attraper la passe, il est renversé par une voiture de police et tué. Le père Maxi dirige le service funèbre de Jason à l'église et il évoque le père de Jason, Robert Blanc (qui a été présenté dans l'épisode Tomates écrabouillées). Robert exprime sa frustration face au manque de personnes venues pleurer Jason et sa conviction persistante que personne ne se soucie des Blancs. À la Maison Blanche, le président Herbert Garrison reçoit un appel de Randy en prison alors que Randy demande de l'aide à Garrison. Randy se rend à l'infirmerie de la prison et se plaint qu'il commence à ressentir des remords pour ses actes car il n'a plus accès à sa marijuana. Là-bas, il tente d'utiliser une technique d'inversion du blâme qui lui a été enseignée par Garrison, mais elle est rejetée car il n'est pas le président.
Gerald et Sheila Broflovski apportent une lasagne à une fête qui se tient à la ferme Tégrité pendant que la famille Marsh font la fête. Lorsque les Blancs arrivent, Robert est en colère que personne n'ait apporté de nourriture ou n'ait correctement pleuré Jason, et il est bouleversé par la disparition imminente de la ferme Tégrité car il était un client fidèle. Lorsque les Blancs partent, Cartman court après eux et leur suggère d'envisager d'adopter un enfant qui a été abandonné dans l'un des centres de détention de l'ICE, où Cartman avait déjà vu des enfants dans le besoin. Les Blancs regardent plusieurs enfants qui sont exhibés comme des animaux dans un refuge, et décident d'adopter un "mexicain de race pure". La famille Blanc nomme le garçon Alejandro et partage avec lui ses sentiments sur le fait que tout le monde ne se souciera pas des Blancs et qu'il en fera l'expérience par lui-même. Alors qu'ils regardent la télévision, le président Garrison et son avocat Rudy Giuliani dénoncent les accusations portées contre Randy Marsh et appellent les gens à faire entendre leur voix plus fort. Robert promet de prendre des mesures pour sa famille, tout en sanctionnant Alejandro pour avoir tenté de passer un appel au Mexique après 19 heures, l'heure limite désignée pour l'utilisation du téléphone. Quand Alejandro refuse de rejoindre les Blancs dans une manifestation en faveur de Randy, les Blancs décident de faire adopter par Alejandro son propre enfant dans un centre de détention ICE. Leur discipline continue d'Alejandro ainsi que leurs réponses à toutes ses déclarations en espagnol par "Bien, gracias, ¿y tú?" (se traduisant par "Bien, merci et toi?") Alejandro se met de plus en plus en colère. Lors d'une séance de thérapie en prison, Randy partage que ses valeurs morales sont inférieures parce qu'il compare ses valeurs à celles du président, et que tant que ses valeurs étaient meilleures que celles du président, il devrait aller bien. Randy est ensuite visité en prison par Giuliani qui donne à Randy une cigarette de marijuana.
La mise en accusation de Randy commence et la plupart des citoyens de South Park arrivent pour soutenir la condamnation de Randy, scandant "enfermez-le". Les Blancs sont les seuls à manifester en faveur de Randy. Alors que Randy commence à utiliser une défense que lui ont donnée Garrison et Giuliani, qui sont également présents à la mise en accusation, il abandonne leur stratégie de défense. Il déclare que la marijuana qui lui a été donnée par Giuliani était de mauvaise qualité, et cela lui a rappelé pourquoi il s'est lancé dans la culture de la marijuana en premier lieu. Alors que Randy vante les vertus de sa culture de marijuana, une série d'explosions se produisent à l'extérieur. Alejandro, qui a maintenant le visage couvert d'un écran solaire blanc mis sur lui par Robert, est en train de se déchaîner dans la ville et la police pense qu'il est maintenant le Joker mexicain. Ils tentent de tirer sur Alejandro mais il s'échappe. Randy est exonéré de toutes les charges et remercie uniquement les Blancs pour leur soutien. À la ferme Tégrité, la neige commence à tomber alors que Randy dit à sa famille que la saison de culture de la marijuana de cette année est maintenant terminée en raison du temps plus froid. Il se tourne vers une caméra qui a filmé tout cela et remercie les téléspectateurs pour leur soutien à la ferme Tégrité alors qu'il annonce la dernière récolte de la saison à vendre, qu'il a nommée "Fin de saison".

## Accueil
Jesse Schedeen d'IGN a attribué à l'épisode une note de 8,5 sur 10, louant la façon dont l'épisode a réussi à résoudre les problèmes de manière satisfaisante et expliquant: "Ce n'est peut-être pas la finale de la saison, mais cet épisode de South Park réussit à apporter rassemblant un certain nombre de fils de l'intrigue en cours et mettant fin à la saga de la ferme Tégrité. Une partie du matériel impliquant la famille Blanc devient répétitive, mais c'est toujours l'un des chapitres les plus forts de la saison 23 jusqu'à présent."
John Hugor de The AV Club a donné à l'épisode un B et l'a qualifié de "divertissant", déclarant: "'Fin de saison' était un épisode agréable, et même s'il a laissé Randy décrocher un peu trop facilement, sa torsion bien exécutée se termine, et le retour mémorable de Trump/Garrison en a fait une affaire qui en valait la peine." 